# Jeryl Prescott

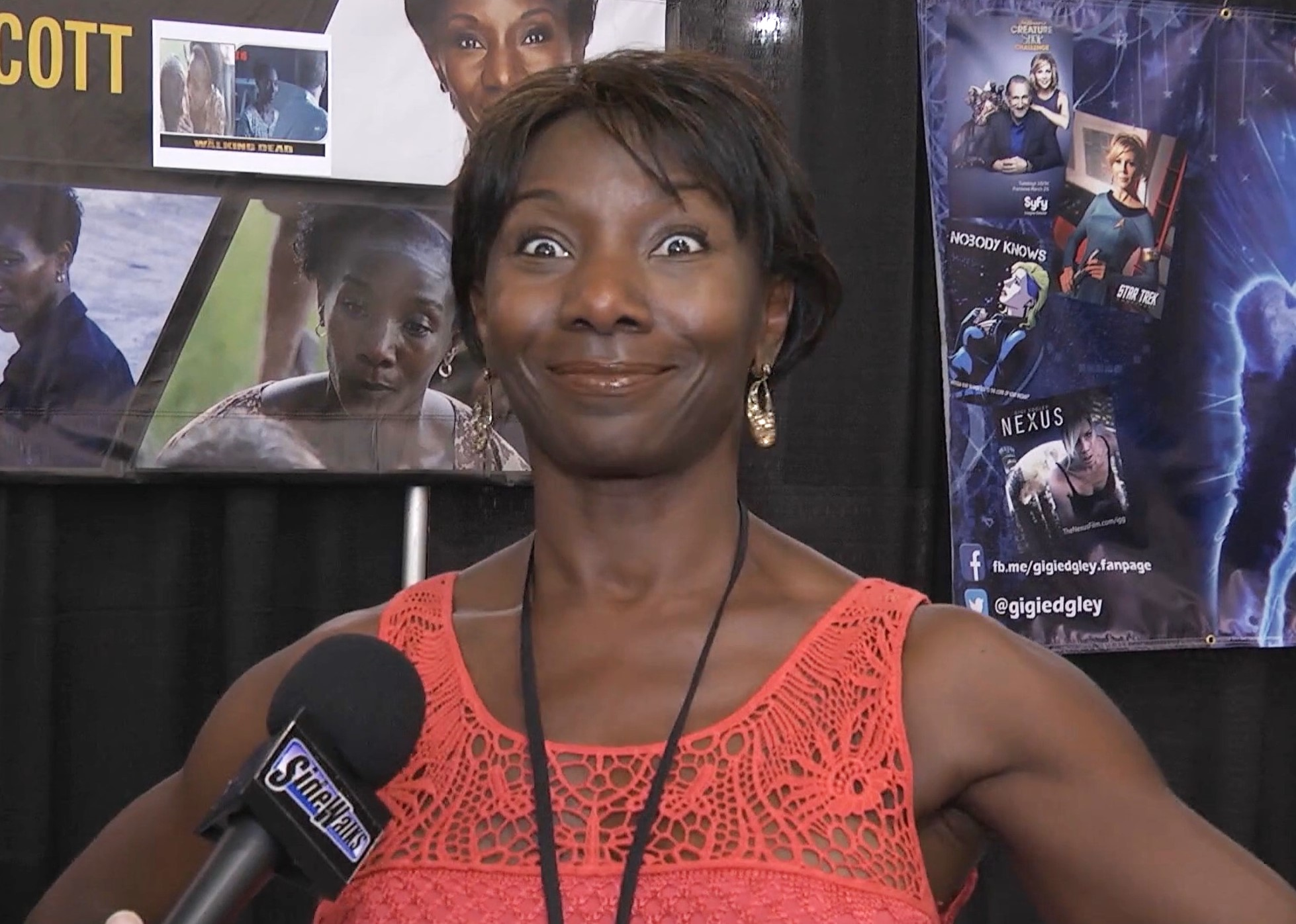
Jeryl Prescott, 2017

Jeryl Prescott Sales (* 25. März 1964 in Washington, D.C.) ist eine US-amerikanische Schauspielerin. Bekanntheit erlangte sie vor allem durch ihre Rolle als Jacqui in der ersten Staffel der Horrorserie The Walking Dead.

## Leben
Prescott wurde in Washington, D.C. geboren. Als adoptiertes Kind wuchs sie in Hartsville, South Carolina auf. 2002 hatte sie ihre erste Rolle in einem Kurzfilm. Es folgten mehrere kleine Rollen in Film und Fernsehen. Ihren Durchbruch hatte Prescott 2010 in The Walking Dead, wo sie in der ersten Staffel die Rolle der Jacqui spielte. In der dritten Staffel hatte sie eine Sprechrolle. 2019 übernahm sie eine Hauptrolle in der DC-Serie Swamp Thing und war in allen zehn Folgen der ersten Staffel zu sehen. Die Serie wurde nach der ersten Staffel abgesetzt. 2023 spielte sie die Hexe Aktropaw in der Star-Wars-Serie Ahsoka.
Prescott wohnt abwechselnd in Winston-Salem, North Carolina und Los Angeles. Sie ist verheiratet und Mutter zweier Söhne.

## Filmografie (Auswahl)
- 2002: Max (Kurzfilm)
- 2005: Der verbotene Schlüssel (The Skeleton Key)
- 2006: Surface – Unheimliche Tiefe (Surface, Fernsehserie, Folge 1x14)
- 2006: One Tree Hill (Fernsehserie, Folge 4x08)
- 2008: Motel: The First Cut (Vacancy 2: The First Cut)
- 2008: Criminal Minds (Fernsehserie, Folge 3x17)
- 2009: The Life I Meant to Live
- 2010–2012: The Walking Dead (Fernsehserien, 6 Folgen)
- 2011: Under-Two (Kurzfilm)
- 2014: Ray Donovan (Fernsehserie, 5 Folgen)
- 2015: Powers (Fernsehserie, 4 Folgen)
- 2016: The Birth of a Nation – Aufstand zur Freiheit (The Birth of a Nation)
- 2017: Navy CIS: L.A. (NCIS: Los Angeles, Fernsehserie, Folge 8x21)
- 2017: American Koko (Fernsehserie, 3 Folgen)
- 2018: Dead Women Walking
- 2019: High Flying Bird
- 2019: Swamp Thing (Fernsehserie, 10 Folgen)
- 2019: 9-1-1 (Fernsehserie, Folge 3x07)
- 2020: Unpregnant
- 2023: Ahsoka (Fernsehserie, 3 Folgen)